# Gomfotèrids
Els gomfotèrids (Gomphotheriidae) són una família extinta de proboscidis, avantpassats dels elefants actuals, bastant estesos a Nord-amèrica durant el Miocè i el Pliocè, fa entre 12 i 1,6 milions d'anys. Alguns també vivien a parts d'Euràsia i Beríngia. Fa uns 3 milions d'anys foren uns dels grans mamífers nord-americans que tingueren èxit en colonitzar Sud-amèrica amb la formació de l'istme de Panamà, a l'última i més notable etapa del gran intercanvi americà. Els gomfotèrids diferien dels elefants per la seva estructura dental, especialment en les superfícies masticadores de les dents molars. Gairebé tots tenien quatre ullals i es creu que tenien trompa, tot i que les espècies diferents tenien característiques facials diferents i una mida variada.